# Pachyphytum brachetii
Pachyphytum brachetii är en fetbladsväxtart som beskrevs av J.Reyes, O.González och A.Gut.. Pachyphytum brachetii ingår i släktet Pachyphytum och familjen fetbladsväxter. Inga underarter finns listade i Catalogue of Life.